# Tjorven Melletat
Tjorven Melletat (* 8. Juni 1991 in Hannover) ist eine deutsche Schauspielerin.

## Leben
Aufgewachsen in Laatzen, interessierte sich Tjorven Melletat schon im Kindesalter für die Kunst des Schauspielens. So begann sie im Alter von 14 Jahren Theater zu spielen. Nach ihrem Abitur 2010 an der Albert-Einstein-Schule Laatzen zog sie nach Hamburg um hier an der Freien Schauspielschule Hamburg zu studieren. Nachdem sie diese Ausbildung abgeschlossen hatte, spielte sie an verschiedenen Theatern, u. a. der Freilichtbühne Lübeck, dem Hamburger Sprechwerk und dem Ernst-Barlach-Theater in Güstrow.
Seit 2021 ist sie festes Ensemblemitglied des Improtheaters Steife Briese
Sie lebt in Hamburg.